# Sao Sanda
La princesa Sao Sanda (en birmano: စဝ်စန္ဒာ, también conocida como Sao Nang Mya Sanda, (စောနန်းမြစန္ဒာ) y Sanda Simms; nacida el 20 de octubre de 1928) es la última princesa de Yawnghwe, un estado shan ahora desestablecido en la actual Birmania. Ella es la hija mayor de la última Saopha de Yawnghwe Sao Shwe Thaik por su consorte Sao Nang Sanda. Periodista de Reuters, es coautora de varios libros con su esposo Peter Simms. Su libro de 2008 The Moon Princess: Memories of the Shan States narra un período turbulento en la historia de Birmania, brindando tanto la historia de su vida como la crónica de su padre, el primer presidente de la Unión de Birmania después de su independencia.

## Biografía
Sao Sanda nació el 20 de octubre de 1928 en la familia real de Yawnghwe. Ella era la hija primogénita de Sao Shwe Thaik y su amante Sao Nang Sanda. Estudió en la Escuela Metodista Americana en Kaław. En 1947, acompañó a su padre a la Conferencia de Panglong. Todavía en 1947, junto a su padre y su madrastra Sao Nang Hearn Kham asistieron a la boda de la entonces princesa heredera Isabel. Continuó su educación en el Reino Unido y obtuvo su BA (Hons) en 1953 y MA (Hons) en 1956 de Girton College, Cambridge.
Sanda estaba casada con Peter Simms, un periodista, en Bangkok. En 1956, después de regresar a Birmania, trabajó como presentadora de noticias y comentarista para el Servicio de Radiodifusión de Birmania durante cuatro años, mientras que su esposo, Peter Simms, trabajaba en la Universidad de Yangon. La pareja huyó del país después del golpe de Estado birmano de 1962. Su padre fue arrestado por el Consejo Revolucionario de Unión encabezado por el general Ne Win. Su hermano, que tenía 17 años en ese momento, murió en el golpe militar, aparentemente la única víctima el día de los disturbios. Después de mudarse a Laos, trabajaron como periodistas en varios países, incluidos Tailandia, Singapur, Hong Kong, Canadá y Omán. Después de mudarse a Francia y el Reino Unido en 1987, comenzaron a escribir libros. Después de la muerte de su esposo en 2002, comenzó a escribir sus memorias, The Moon Princess: Memories of the Shan States, que se publicó en 2008. Su libro fue traducido al birmano por el historiador Maung Than Swe bajo el título The Kanbawza Princess Sao Sanda (ကမ္ဘောဇ မင်းသမီးလေး စဝ်စန္ဒာ); esta edición traducida se publicó por primera vez en 2014.
A partir de 2022, Sao Sanda y Saw Nwam Oo (una princesa del estado de Lawksawk) son las únicas asistentes vivas a la Conferencia de Panglong de 1947. La experiencia de Panglong de Sao Sanda se describe en The Moon Princess, mientras que Saw Nwam Oo describió su propia experiencia del evento en su propia autobiografía, My Lost World.

## Obras
- The Moon Princess: Memories of the Shan States
- Great Lords Of The Sky: Burma's Shan Aristocracy[9]
- Laos, Then: Travels in the Kingdom (coescrito con Peter Simms)
- The Kingdoms of Laos (coescrito con Peter Simms)[10]
- The Wines of Corbières & Fitou (coescrito con Peter Simms)[11]